# Porschnitz
Porschnitz ist ein Ortsteil der sächsischen Gemeinde Käbschütztal im Landkreis Meißen.

## Geographie
Porschnitz befindet sich etwa neun Kilometer südwestlich der Kreisstadt Meißen auf rund 200 m ü. NN. Als weitere größere Stadt liegt Lommatzsch zirka acht Kilometer nordwestlich des Ortes. Porschnitz wird vom Schrebitzer Bach von Westen nach Osten durchflossen, er mündet in die Käbschütz, die über den Ketzerbach in die nördlich liegende Elbe entwässert. Porschnitz ist wie die gesamte Region bäuerlich geprägt und von landwirtschaftlich genutzten Flächen umgeben. Im Norden des Ortes befindet sich das Rittergut Porschnitz mit Wohnstallhaus und Wirtschaftsgebäuden, südlich davon stehen einige Wohn- und Stallgebäude.
Der Ortsteil ist über mehrere Gemeindestraßen an die umliegenden Orte angebunden. Die Gemarkung Porschnitz grenzt im Norden an Niederstößwitz und Deila. Nordöstlich liegt Kleinprausitz benachbart, im Südosten grenzen Mauna und Barnitz an Porschnitz an. Der südwestliche Nachbarort ist Nössige, westlich von Porschnitz liegt Leippen (Gemeinde Ketzerbachtal). Bis auf letzteren Ort sind alle umliegenden Dörfer Ortsteile der Gemeinde Käbschütztal.

## Geschichte

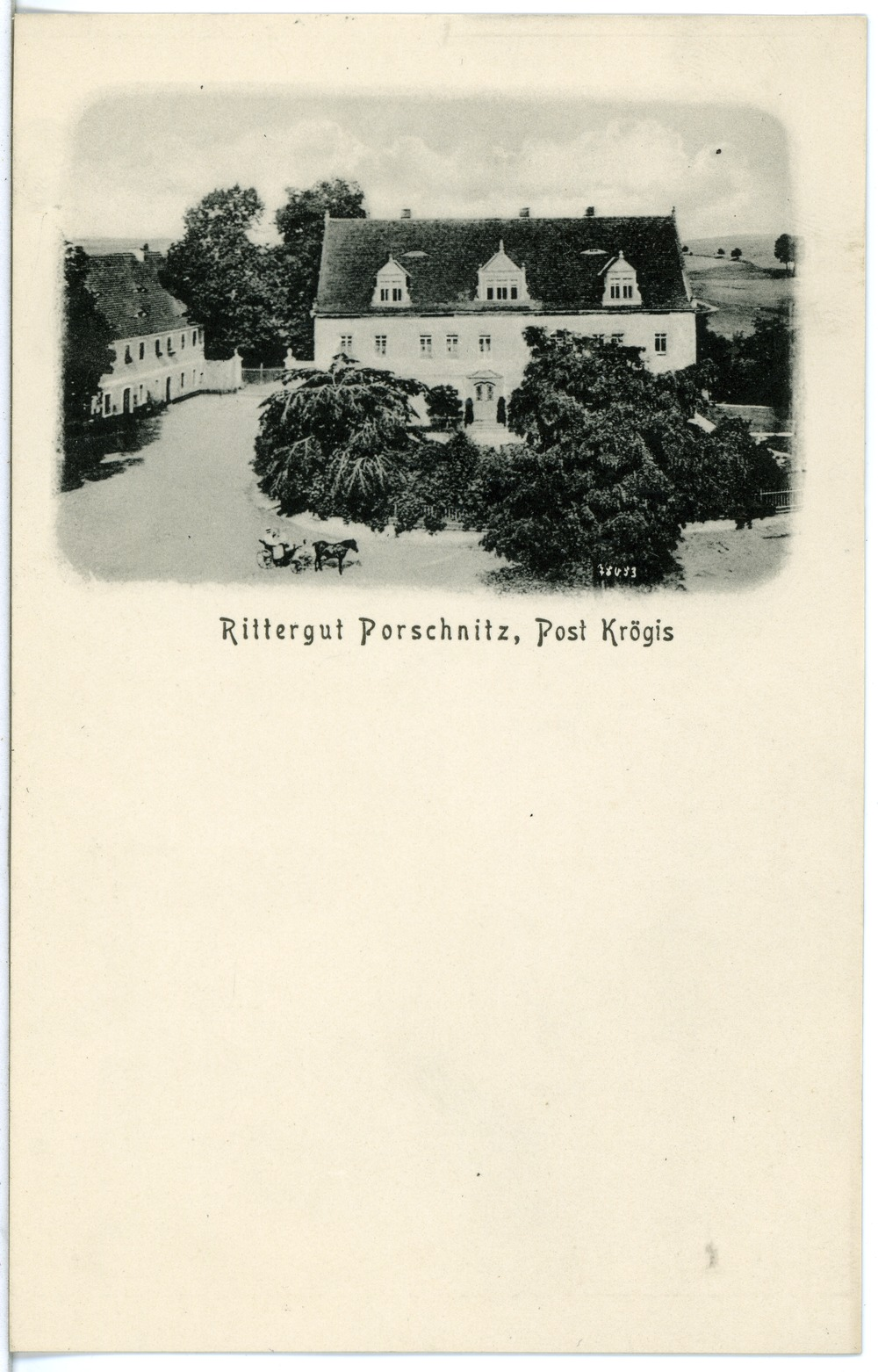
Rittergut Porschnitz

Ein dem Herrensitz Porschnitz zugeordneter Godeboldus de Borsnitz wird erstmals im Jahr 1231 erwähnt. Für 1313 wurde Borsenicz als Namensvariante überliefert, im Jahr 1393 wurde Bursenicz genannt. Ein Porschnitz wird erstmals 1724 erwähnt. Porschnitz gehörte zum Erbamt Meißen im Kurfürstentum Sachsen. Die Grundherrschaft übte zunächst das Rittergut Graupzig aus, ab 1696 gab es dann ein eigenes Rittergut Porschnitz, das im Ort Grundherr war. Das Rittergut steht heute unter Denkmalschutz. Bereits 1519 wurde ein Vorwerk erwähnt. Ab Mitte des 19. Jahrhunderts gehörte Porschnitz zum Amt Meißen. Durch die Sächsische Landgemeindeordnung von 1838 erhielt Porschnitz Eigenständigkeit als Landgemeinde.
Um den Weiler Porschnitz erstreckte sich 1900 eine 78 Hektar große Gutsblockflur, auf der die Bewohner des Dorfes der Landwirtschaft nachgingen. Kirchlich war das Dorf nach Planitz gepfarrt, das Rittergut allerdings gehörte zur Kirchgemeinde Krögis. Heute ist der gesamte Ort Teil der Krögiser Kirchgemeinde. Von 101 Personen, die 1925 in Porschnitz lebten, waren 58 evangelisch-lutherisch und 15 katholisch, die übrigen konfessionslos. Die Selbstständigkeit verlor Porschnitz am 1. November 1935, als acht vormals eigenständige Orte, darunter neben Porschnitz auch der Nachbarort Barnitz, nach Krögis eingemeindet wurden. Nach dem Zweiten Weltkrieg wurde Krögis mit Porschnitz Teil der Sowjetischen Besatzungszone und später der DDR. In der Kreisreform 1952 kam es zur Angliederung der Orte an den Kreis Meißen im Bezirk Dresden, der im Wesentlichen aus der Amtshauptmannschaft Meißen (später Landkreis Meißen) hervorgegangen war. Die Bauern im Dorf gingen nun den Weg der Landwirtschaft in der DDR.
Nach Wende und Wiedervereinigung wurde Porschnitz Teil des neugegründeten Freistaates Sachsen. In der Kreisreform 1994 wurde der Landkreis Meißen-Radebeul (ab 1996 Landkreis Meißen) aus dem alten Gebiet des Kreises Meißen und Teilen des Kreises Dresden-Land gebildet, dem Porschnitz bis 2008 angehörte. Ebenfalls 1994 vereinigten sich Krögis, Jahna-Löthain und Planitz-Deila zur neuen Großgemeinde Käbschütztal mit 37 Ortsteilen. Diese Gemeinde ist seit dem 1. August 2008 Teil des in der Kreisreform Sachsen 2008 aus Landkreis Meißen und Landkreis Riesa-Großenhain gebildeten dritten Landkreises Meißen.

### Entwicklung der Einwohnerzahl
| Jahr | Einwohnerzahl                           |
| ---- | --------------------------------------- |
| 1551 | 1 besessene Mann, 2 Gärtner, 1 Inwohner |
| 1748 | 6 Häusler                               |
| 1834 | 69                                      |
| 1871 | 48                                      |
| 1890 | 55                                      |
| 1910 | 82                                      |
| 1925 | 101                                     |